# Meherrin

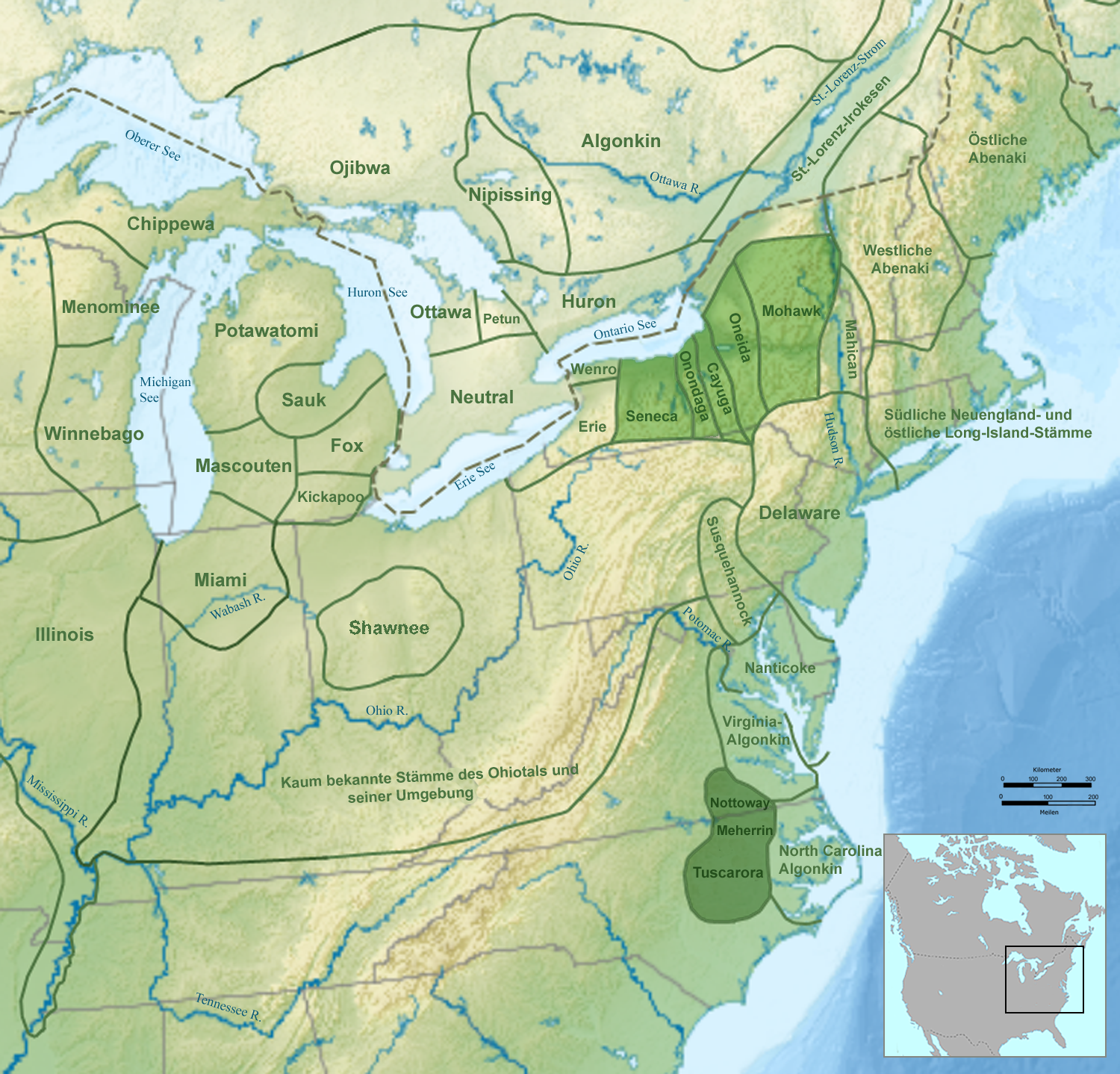
Wohn- und Jagdgebiet der Meherrin und benachbarter Stämme vor 1700

Die Meherrin gehören zu den irokesisch sprechenden Indianervölkern Nordamerikas, die zu Beginn des europäischen Kontakts um 1650 im nordöstlichen heutigen US-Bundesstaat North Carolina und südöstlichen Virginia lebten. Heute bilden sie als Meherrin Indian Tribe einen der acht von North Carolina anerkannten Stämme amerikanischer Ureinwohner.

## Sprache, Wohngebiet und Bevölkerung
Im 15. Jahrhundert gab es mehrere irokesisch sprechende Stämme in den heutigen US-Bundesstaaten Virginia und North Carolina. Die Tuscarora waren der größte und bekannteste dieser Stämme, mit denen sie sprachlich eng verwandt waren. Weitere vermutlich irokesisch sprechenden Stämme waren die eher unbekannten Nottoway und Neusiok. Das Wohngebiet der Meherrin lag am Meherrin River beiderseits der Grenze zwischen Virginia und North Carolina in der Nähe der heutigen Stadt Emporia in Virginia. Ihre nördlichen Nachbarn waren die Nottoway und südlich lebten die Tuscarora. Um 1728 lag ihr Wohngebiet weiter flussabwärts an der Mündung des Meherrin in den Chowan River und um 1755 nahe dem Albemarle Sound im Northampton County, beides in North Carolina. Aus überlieferten Aufzeichnungen geht hervor, dass ihre Bevölkerungszahl 1669 auf 50 Krieger in zwei Dörfern geschätzt wurde. 1709 lag die Zahl bei 20 Kriegern in einem Dorf, 1731 bei weniger als 20 Familien, 1755 bei acht Kriegern und 1761 bei 20 Kriegern. Heute leben rund 700 Stammesangehörige im nordöstlichen North Carolina.

## Geschichte
Die Meherrin blieben nach der Ankunft der Europäer zu Beginn des 17. Jahrhunderts zunächst relativ ungestört von der sich von Jamestown nach Westen ausdehnenden englischen Kolonie. Obwohl ihnen der Umgang mit den Engländern aus gelegentlichen Besuchen des britischen Fort Henry am Appomattox River bekannt war, erschien ihre Unkenntnis europäischer Feuerwaffen und ihre Furcht beim Besuch von Edward Bland und seiner Begleitung im Jahr 1650 auffallend. Im Laufe der Zeit nahm der englisch-indianische Handel von europäischen Waren gegen Pelze zu. Die Dörfer der Meherrin und der benachbarten Nottoway lagen offenbar am in südlicher Richtung entlang der Fall Line führenden Haupthandelsweg, Weecacana genannt, zu den Tuscarora. Indianer durften zu dieser Zeit keine Siedlung der Kolonisten ohne Erlaubnis betreten, aber auch Weißen war der Zugang zu den Dörfern der Meherrin und Nottoway verboten, außer den britischen Händlern mit entsprechender Lizenz.
Im Verlauf der Bacon’s Rebellion (1675–1676) wurden die Meherrin und andere Stämme angegriffen. Nach dem Krieg 1677 kam es zu einem Treffen mit dem Gouverneur von Virginia und den Stammesführern, um einen Vertrag (Treaty of Middle Plantation von 1677) zwischen der Virginia-Kolonie und benachbarten Stämmen einschließlich der Meherrin und Nottoway abzuschließen. Darin wurden die Indianer zu Verbündeten erklärt, die eine militärische Vorhut bilden sollten, welche die weißen Siedlungen vor Überfällen feindlicher Indianer, wie der Irokesenliga oder anderen entfernten Stämmen, schützen sollte. Im Gegenzug sollten die Kolonisten aufhören, in das Indianerland einzudringen, zu besetzen und das Wild zu jagen. Trotz des Vertrags missachteten die Kolonisten weiterhin die Rechte der Indianer, die sich mehrfach beim Gouverneur darüber beschwerten. Zudem brach in dieser Zeit der schwunghafte Pelzhandel mit den Europäern ein, die nun leistungsfähigere Lieferanten im Westen und Süden fanden, wie zum Beispiel die Ocaneechee, Tuscarora, Catawba und Cherokee. Die Meherrin und Nottoway antworteten um 1681 mit einem Umzug nach Südosten entlang der Flüsse, die heute ihren Namen tragen. Um 1706 siedelten die Meherrin an der Mündung des Meherrin Rivers in den Chowan River im Hertford County in North Carolina. Hier errichteten sie neue Dörfer und übernahmen gleichzeitig Elemente aus der europäischen Kultur. Zum Beispiel züchteten sie 1692 Schweine zum Verkauf und bauten ein Fort im britischen Stil.
Im Tuscarora-Krieg von 1711 bis 1715 unterstützten sie die Tuscarora gegen die Kolonialregierung. Im Oktober 1726 richteten die Meherrin erneut eine Petition an die Kolonialregierung von North Carolina, das Indianerland vor der Besetzung durch englische Familien zu schützen. Die Regierung ordnete eine Landvermessung an und als Folge wurden Reservationen zwischen Meherrin und Blackwater River für die Meherrin und Nottoway eingerichtet. Das Gebiet hieß damals Meherrin Neck und wird heute Parker's Ferry genannt. In dieser Zeit nahm die Bevölkerungszahl der Indianer in North Carolina durch Konflikte mit Kolonisten und feindlichen Stämmen, besonders aber durch europäische Krankheiten, kontinuierlich ab, obwohl die Meherrin zahlreiche versprengte Überreste anderer Stämme aufnahmen, wie von den Nansemond und Weanock. Doch die illegale Landbesetzung durch den endlosen Strom neuer europäischer Siedler hörte nicht auf. Gegen Ende des 18. Jahrhunderts verkauften viele Meherrin ihr Wohngebiet und erwarben auf der Südseite des Meherrin Rivers am Potecasi Creek neues Land. Dieser Ort wurde später als Meherrin Indian Town bekannt.
Präsident Andrew Jackson unterzeichnete 1830 den Indian Removal Act (Indianisches Umzugs-Gesetz). Das Gesetz ermächtigte den Präsidenten, mit den östlich des Mississippi lebenden Stämmen Verhandlungen zu beginnen. Sie sollten ihr Land gegen Gebiete westlich des Mississippi zu tauschen, die in dem 1803 im Louisiana Purchase erworbenen Areal lagen, das zu dieser Zeit noch nicht als Staaten oder Territorien organisiert war. Dieses Gebiet wurde später Indianer-Territorium genannt und bildet heute einen großen Teil des Staates Oklahoma. Die Meherrin waren so klug gewesen, dem Rat erfahrener Berater zu folgen und ihren Grundbesitz nicht als Stammesland, sondern als Privatbesitz einzelner Familien zu deklarieren. Damit fiel das Land der Meherrin nicht unter die Bestimmungen des Indian Removal Acts und sie durften in ihrer alten Heimat bleiben. Sie waren schon frühzeitig zum christlichen Glauben konvertiert und errichteten die Pleasant Plains Church und die Pleasant Plains School.

## Heutige Situation
1986 wurde der Stamm offiziell als Meherrin Indian Tribe vom Staat North Carolina anerkannt. Die Angehörigen leben heute in mehreren kleinen Gemeinden in den Counties Hertford, Bertie, Gates und Northampton im ländlichen, nordöstlichen North Carolina. Die Mehrzahl wohnt im Hertford County in oder nahe der Kreisstadt Winton. Es gibt nur sehr wenige Arbeitslose unter den Stammesmitgliedern. Viele von ihnen fahren in das benachbarte Virginia, um in den Schiffswerften zu arbeiten. Andere arbeiten als Lehrer, Verwalter, Arzt, Bauunternehmer oder Landarbeiter. Einige Meherrin sind selbständige Unternehmer, andere beschäftigen sich mit den traditionellen Tätigkeiten, wie dem Ackerbau, der Jagd und dem Fischfang. In einigen Familien hat die traditionelle Kunst des Ledergerbens und das Wissen über die Heilkraft von Pflanzen überlebt. Beim jährlichen Pow-Wow am vierten Wochenende im Oktober werden traditionelle Künste, Handwerkstechniken, Tänze und Gesänge vorgeführt. Der Pow-Wow findet auf Stammesland am North-Carolina-Highway zwischen Ahoskie und Murfreesboro in North Carolina statt. Viele Angehörige von anderen Stämmen aus Virginia, North Carolina und dem ganzen Land nehmen ebenfalls daran teil.
Der Meherrin Indian Tribe wird von einem Stammesrat (Tribal Council) geführt, der aus sieben Mitgliedern und dem Stammeshäuptling (Tribal Chief) besteht. Dieser wird von eingetragenen Mitgliedern des Stammes gewählt. Der Stamm hatte 2010 rund 700 eingetragene Mitglieder.